# Helena Jaworska
Helena Aleksandra Jaworska-Werner (ur. 26 lutego 1922 w Warszawie, zm. 27 stycznia 2006) – polska polityk, członek KC PZPR, przewodnicząca Zarządu Głównego Związku Młodzieży Polskiej w latach 1954–1957, posłanka do Krajowej Rady Narodowej, na Sejm Ustawodawczy oraz na Sejm PRL I, II i III kadencji. Budowniczyni Polski Ludowej.

## Życiorys
Urodziła się w rodzinie Leona Jaworskiego i Janiny z domu Pakuła. Posiadała wykształcenie średnie. W 1943 wstąpiła do Polskiej Partii Robotniczej, Gwardii Ludowej i Związku Walki Młodych. Podczas powstania warszawskiego była łączniczką w Sztabie Głównym Armii Ludowej. W latach 1944–1948 była redaktorem „Walki Młodych” w Warszawie.
W latach 1945–1946 była instruktorem w Centralnej Szkole ZWM w Warszawie. Od 1948 należała do Związku Młodzieży Polskiej, w okresie od 21 października 1954 do 11 stycznia 1957 pełniła funkcję przewodniczącej Zarządu Głównego ZMP. W 1948 przystąpiła do Polskiej Zjednoczonej Partii Robotniczej, była delegatem na Zjazd Zjednoczeniowy. W strukturach partii w latach 1954–1956 i 1959–1964 była zastępcą członka, od lipca 1956 do marca 1959 członkiem Komitetu Centralnego (była też delegatem na II, III, i IV Zjazd PZPR). Od 1943 pełniła mandat posłanki do Krajowej Rady Narodowej, na Sejm Ustawodawczy oraz na Sejm PRL I, II i III kadencji. W okresie 1948–1950 redaktor naczelna tygodnika „Pokolenie”. W latach 1950–1954 zastępca redaktora naczelnego „Sztandaru Młodych”. Sekretarz redakcji „Trybuny Ludu”. Od 20 listopada 1954 do 30 listopada 1956 była członkinią prezydium Ogólnopolskiego Komitetu Frontu Narodowego. Zaliczana do „puławian” podczas walki o władzę w kierownictwie PZPR w latach pięćdziesiątych. Od 1957 redaktorka „Nowych Dróg”.
Była żoną Henryka Wernera (1908–1983).
Pochowana na cmentarzu Wojskowym na Powązkach (kwatera B18-7-22).

## Ordery i odznaczenia
- Order Budowniczych Polski Ludowej (1954)[4]
- Order Krzyża Grunwaldu III klasy[5]
- Warszawski Krzyż Powstańczy[6]
- Medal Zwycięstwa i Wolności 1945
- Złote Odznaczenie im. Janka Krasickiego (1958)[7]
- Medal im. Ludwika Waryńskiego (1986)[8]
- Złota odznaka „Za zasługi dla dziennikarstwa” (1985)[9]
- Odznaka „Za zasługi dla RSW Prasa-Książka-Ruch” (1978)[10]
- Złota Odznaka honorowa „Za Zasługi dla Warszawy” (1967)[11]
- Pamiątkowy Medal z okazji 40. rocznicy powstania Krajowej Rady Narodowej (1983)[12]
- Medal jubileuszowy „Czterdziestolecia zwycięstwa w Wielkiej Wojnie Ojczyźnianej 1941–1945” (ZSRR, 1985)[13]